# じしゃばん
じしゃばん（JISHABAN）は、2005年4月2日から2014年9月19日まで青森テレビ（ATV）で放送されていた深夜番組。同局アナウンサーが出演するバラエティ番組である。

## 出演者
- ATVアナウンサー

## コーナー紹介
- 番組タイトルについて、アニメーションに変わり、「JISHABAN」から「じしゃばん」に表示が変わるタイトルに変わっている（2014年4月4日〜）。
- コーナー名はなく、2名の女性ディレクター（「クロD」こと黒澤明美Dと「さとD」）が交互に番組を制作する形になった。そのために、担当するディレクターによって番組の内容が変わっている（2014年4月4日〜）。
  - 「クロD」が担当する場合は、ラジオDJ風に番組を制作していて録音室で収録を行っている。
  - 「さとD」が担当する場合は、ATVの社内のいろいろなところで収録を行っている。

- シネマぽけっと（2014年4月4日〜）

映画を紹介するコーナーで、アナウンサーがナレーションをつけて紹介を行っている。
- ミュージックぽけっと（2014年4月4日〜）

音楽を紹介するコーナーで、COUNT DOWN TVでミュージシャンが自分の曲を紹介するインタビュー形式の曲の紹介を行っていたり、曲の紹介なしでミュージックビデオをそのまま流している。
- エンディング曲

以前は「＊月の〆曲」ということで、月毎にミュージック・ビデオを流すようになっていたが、放送回ごとに、いろいろなミュージックビデオを流す方式に変わった（2014年4月4日〜）。

### 過去
- I Love KANKAI

かんかい（駒井亜由美アナ）が、ATVの新人アナをドレスアップする、地元のブティックなどとのタイアップ企画。
- なお、開始当初は、「YUZURUくん」というキャラクターも登場した。

- ロードショーどうでしょう

津田禎アナが、近く公開予定の映画について解説する（1980年代にも津田アナが担当する同様の番組が存在した）。
- 小川くんが行く!

小川功二が青森県の各市町村を訪れ、スタッフからの命題に答えて全市町村制覇を目指す。ただし、訪れなければならないのは平成の大合併による市町村再編前の67箇所（＝旧市町村）。2009年4月16日（「おしゃべりハウス」で2009年3月25日放送）をもって旧67市町村全てを回った為、コーナー終了となり、翌週から11月までは過去放送分に関する質問・リクエストを放送した。
- じしゃばんニュース
- べじたぼー日記

ATVアナウンサーが総出で菜園の野菜を育てて収穫する。おしゃべりハウスの再放送をしていた。現在は、一つの番組として独立した。
- ××劇場

ATVアナウンサーが担当のコーナー。
かつては、橋口侑佳(現:熊本朝日放送)の担当で「橋口劇場」として放送されていた。
- 麻美のお便りコーナー

池田麻美が視聴者から寄せられたお便りを読むコーナー。
- 彩姉のパンキシャ（あやねえ - ）

斉藤彩が市販されている菓子パン・惣菜パンを紹介するコーナー。
- コーナー名は無いが、ATVのアナウンサーが、カメラを持った長谷川拓史ディレクター（通称長谷D）に指名されて指示を受けて実行するコーナー。（コーナーの初めには「映画ゴッドファーザーの愛のテーマ」が流れる）。呼び出すときには、指名するアナウンサーの名前を読んで、「じしゃばんです」と言う。呼び出す場所は「アナウンサー控え室」でそこに集まって、収録することが多かった（2014年3月27日放送分まで）。
- じしゃばんMOVIE（以前は、じしゃばん映画コーナー、タイトルバックには、佐藤香アナウンサーがスケッチブックにコーナータイトル名を書いてカメラに示す場面を採用している）（2014年3月27日放送分まで）。
- おんがくのじかん（タイトルバックでは、駒井亜由美アナウンサーがブランコに乗って縦笛を吹いている）（2014年3月27日放送分まで）。
- ＊月の〆曲（番組終了時は、以前にはアナウンサーの挨拶のみだったが、2012年4月から「＊月の〆曲」ということで、月毎にミュージック・ビデオを流すようになった）（2014年3月27日放送分まで）。

## 放送時間の変遷
- 2005年4月〜2006年9月 - 土曜日25:45〜26:15
  - 一部番組表上は、「ラブリーATV」（5分の番宣枠）を含み、25:40〜26:15まで[1]。
    - 参考 - 「ラブリーATV」と別個に表記している番組表（ATV公式サイト内2006年8月21日〜27日分週間番組表 - ウェブアーカイブのキャッシュに保存されている、当時のPDFファイル）
- 2006年10月〜2007年3月 - 火曜日25:00〜25:30
- 2007年4月〜2008年3月 - 木曜日25:00〜25:30
- 2008年4月〜2009年1月 - 木曜日24:59〜25:29
  - 「NEWS23」の放送時間変更による変更。
- 2009年2月〜3月 - 木曜日25:29〜25:59
  - 「サンドのぼんやり〜ぬTV」（TBC製作）ネット開始による変更。
- 2009年4月〜9月 - 木曜日25:15〜25:45
  - 「NEWS23」の放送時間短縮と「サンドのぼんやり〜ぬTV」ネット打ち切り及び「真奈ティのこだわらナイト!」の移動に伴う変更。
- 2009年10月 - 木曜日25:00〜25:30
  - 「真奈ティのこだわらナイト!」終了に伴う繰上げで1年半ぶりに25時スタート。
- 2009年11月〜12月10日 - 木曜日25:20〜25:50
  - 「真奈ティののみともナイト!」開始及び5分のミニ番組枠（12月7日までは特別番組「忘新年会ならここde Show!!2009」[2]。12月10日は番宣番組「ラブリーATV」）があるため、20分繰り下がる。
- 2009年12月17日〜2010年3月25日 - 木曜日25:15〜25:45
  - 5分枠が消え、2ヵ月半ぶりに上記時間に戻る。
- 2010年4月1日〜2011年4月7日 - 木曜日24:59〜25:29
  - 「NEWS23」(2010年3月29日から「NEWS23X」)の放送時間再拡大と「真奈ティののみともナイト!」終了に伴う変更で、1年3ヶ月ぶりに24:59スタート。
- 2011年4月14日〜 - 木曜日25:00〜25:30
- 2012年4月12日〜 - 木曜日24:50〜25:20

※なお、番組改編期や緊急・重大ニュース発生時などには、開始時間が変更される場合がある。

## じしゃばんど!!
- 番組の企画で結成されたATVの女性アナウンサー4名（駒井亜由美・ドラム、井手麻実・ベース、佐藤香・ギター、加藤由里子・キーボード）で結成されたバンドである。
- 2012年5月17日放送分の「じしゃばん」の企画の中で、公式ホームページに記載されている「特技」について検証した特集を行ったところ、「駒井亜由美」の特技が「ドラム」となっていたので実際に演奏をしたところ演奏ができた。
- 2012年8月23日放送分で、ATV女性アナウンサー4名（駒井亜由美、加藤由里子、井手麻実、佐藤香）が呼び出されて、「駒井亜由美」が発案し女子アナバンド企画を始動した。
- 2012年9月20日放送分で、ディレクターから演奏曲が「AKB48」の「GIVE ME FIVE!」に決定し、ボーカルについては全員で行うことを知らせて、バンド名を「じしゃばんと!!」とすることを「駒井亜由美」から発表した。また「11月11日」に演奏することをメンバーにディレクターから知らせた。
- 2012年10月4日放送分で、加藤由里子が「アンジェラ・アキ」から直接、キーボードの指導を受けた。
- 2012年10月18日放送分で、加藤由里子、井手麻実、佐藤香の3名が、青森県出身のシンガーソングライターの「近藤金吾」から指導を受けた。
- 2012年11月8日放送分で、メンバー全員が、最初で最後の音楽スタジオでの練習を行った。
- 2012年11月15日放送分で、8月の結成時からの大まかな流れと「じしゃばんど!!」の演奏前の挨拶を行った。
- 2012年11月22日放送分で、「じしゃばんど!!」の演奏前から、演奏をしている様子、アンコールに答えて再び同じ曲を指導をしてくれた師匠と一緒に演奏していた。
- 2014年3月20日・27日放送分（2014年3月9日に青森テレビロビーで収録）で、ライブを行い「しじゃばんと!!」の解散を発表し、活動を終了した。

## スタッフ
（クロD版製作版のみ　最終回分）
- タイトル:秋元喜一
- CG：野澤雄大・嶋谷愛美
- 音声：木村究
- 照明：小泉仁
- MA：坂爪文生
- ディレクター：黒澤明美
- プロデューサー：津田禎
- 製作著作：ATV